# 北方町川水流
北方町川水流（きたかたまちかわずる）は、宮崎県延岡市の町名である。2025年１月1日現在、人口669人（男292人、女377人）、世帯数368世帯である。郵便番号は、882-0125、番地につく干支は「子」および「卯」である。

## 地理
延岡市の南西部、旧北方町の中心部に位置する。町域を横断するように五ケ瀬川が流れ、川沿いに国道218号が通過する。
北を北方町南久保山（子）、東を北方町角田（丑）、南東を北方町笠下（寅）、南を美郷町北郷黒木、西を北方町上崎（辰）、北西を北方町蔵田（辰）と接する。

## 歴史

### 沿革
- 2007年3月31日 - 北方町が延岡市に編入。「卯」のうち、通称地名「川水流」をもって「北方町川水流」が設置される。

## 小・中学校の学区
公立小・中学校の通学域は以下の通り。
小・中一貫校
- 延岡市立北方学園

## 交通

### 道路
- 国道218号
- 宮崎県道20号北方北郷線
- 宮崎県道49号北方土々呂線

バス

## 施設
- 延岡市役所北方総合支所
- 延岡市立北方学園
- 延岡警察署北方駐在所
- 高千穂鉄道高千穂線川水流駅跡